# Station Mortimer
Mortimer is een spoorwegstation van National Rail in Stratfield Mortimer, West Berkshire in Engeland. Het station is eigendom van Network Rail en wordt beheerd door Great Western Railway. Het station is geopend in 1848. Het station is Grade II* listed